# Jacareacanga
Jacareacanga este un oraș în Pará (PA), Brazilia.